# Тадж ед-Дін Ібрагім
Тадж ед-Дін Ібрагім (тур. II. İbrahim Bey; бл. 1400–1464) — 16-й володар бейліку Караманідів в 1424—1463 роках. Відомий також як Ібрагім-бей II. Вів тривалі війни з Османським султанатом.

## Життєпис
Син Мехмет-бея II від однієї з наложниць. Народився близько 1400 року. Замолоду брав участь у походах свого батька. 1420 року у битві біля Кайсері проти Зуль-Кадарів гине його старший брат Ібрагім, а батька захоплюють у полон. Новим беєм стає його стрийко Алаеддін-бей II. Про життя Ібрагіма в цей період нічого невідомо.
1421 року на трон бейліку повертається Мехмед-бей II. 1423 року Ібрагім разом з батьком та братом Ісою бере участь в облозі Анталії, під час якої правитель Караманідів гине. Ібрагім з Ісою втекли до свого родича османського султана Мурада II, оскільки відсутністю Ібрагіма як спадкоємця трону в Коньї скористався стрийко Алаеддін-бей II, що знову захопив владу. За допомогою османського війська Ібрагім перемає Алаеддін-бея II, якому як ікту передає місто Нігде. Сам стає новим беєм Караманідів. Натомість на дяку віддає османському султану міста Испарта та Егридир.
Протягом декількох років зміцнював владу в бейліку. 1426 року уклав союз з Мамлюкським султанатом, визнавши його зверхність та зобов'язався щорічно спрямовувати 10 тис. динарів, 30 коней і 30 верблюдів. Водночас встановив союзні стосунки з Шахрухом, правителем держави Тимуридів. У відповідь султан Мурад II виступив проти Ібрагім-бея II, але той розташував війська у містах й фортецях. Внаслідок чого ворог нічого не досяг, 1427 року відступивши до власних володінь.
1432 року відновив мирний договір з Кіпром. Невдовзі уклав антиосманський союз з Сигізмундом I, імператором Священної Римської імперії. 1433 року виступив проти Османського султанату, захопивши міста Бейшехір, Испарта та Егридир. 1435 року захопив місто Амасья. У відповідь султан Мурад II погрожував відправити військо проти Караману на чолі із братом Ібрагім-бея — Ісою. За цих обставин володар Караманідів замирився з султаном, повернувши раніше захоплені землі.
Втім не відмовився від союзу з Мамлюкським султанатом. У 1435 році захопив Кайсері та Карахісар в держави Зул-Кадарів. Цим скористався Мурад II для початку нової кампанії проти Караманідів. В результаті Ібрагім-бей II зазнав поразки, втративши Кайсері та Карахісар на користь Зуль-Кадарів й міста Акшехір і Бейшехір на користь Османського султанату. Цю ситуацію зафіксував новий мирний договір між Османами і Караманідами.
У 1443 році Ібрагім-бей II скористався складнощами султана Мурада II на Балканах, відправивши армію під командуванням свого зятя Тургутоглу Хасан-бея на Анкару, Чанкая, Кютаг'ю, Карахісар, Болвадін і Хамід, які були пограбовані й сплюндровані. Але вже 1444 року османський султан, що уклав мирний договір з Угорщиною, рушив проти Караманіда, якому було завдано нової поразки. За умовами нового договору визнав зверхність султана, зобов'язавшись тому надавати війська та надавши клятву вірності (севгенднаме). У 1444 та 1448 роках караманські загони в складі османської армії брали участь в битвах під Варною та на Косовому полі відповідно.
1448 року захопив кіпрське місто-фортецю Корікос в Кілікії. Слідом за цим зайняв низину Чукурова. Посилився торгівельні відносини з Венеційською республікою. 1451 року було підтверджено умову договору з новим султаном Мехмедом II. 1456 року бейлік Караманідів було атаковано військами Рамазанидів при підтримці Мамлюкського султанату, внаслідок чого Ібрагім-бей вимушений був відмовитися від Чукурови на користь мамлюків. 1457 року мамлюцьке військо захопило Тарс і Адану, після чого рушило до Кесарії, яку розграбували й взяли в облогу Конью. Бей здався. Було підтверджено зверхність Мамлюкського султанату над Караманідським бейліком.
1460 року відправив свої війська на допомогу османському султану під час походу на Синопу та Кастамону, що належали бейліку Ісфендіяридів. 1463 року, коли Ібрагім-бей II захворів, проти нього повстав син Пір Ахмет, що взяв в облогу Конью. 1464 року передав владу іншому синові Ісхаку. Втім становище обложених стало безнадійним. 1464 року колишній бей з Ісхак-беєм вирвалися з оточення, але невдовзі помер у фортеці Гевеле.